# هارولد غوميز
هارولد غوميز (بالإنجليزية: Harold Gomes)‏ مواليد 22 أغسطس 1933 في رود آيلاند، الولايات المتحدة، هو ملاكم محترف أمريكي معتزل كان يصنف ضمن فئة وزن الريشة.

## إحصائيات
خاض خلال مسيرته 60 نزالا، فاز في 50 ولم يتعادل وخسر في 10. فاز بالضربة القاضية في 24 نزالا.

## روابط خارجية
- هارولد غوميز على موقع بوكس ريك (الإنجليزية) (registration required)